# Arcellidae
Az Arcellidae az Amoebozoa héjas amőbákból álló, általában édesvízben és mohákban, ritkán talajban vagy sós vízben élő kládja. Közös jellemzője a kerek héj, középen lyukkal, ahonnan az ujjszerű állábak kiindulnak. Az egyik legnagyobb héjasamőba-klád.

## Történet
Az Arcellát és az Arcellidae kládot Christian Gottfried Ehrenberg írta le 1832-ben. Deflandre hozta létre 1928-ban az Antarcella és Euarcella alnemzetségeket az egy-, illetve többmagvú fajokhoz, majd nemzetséggé emelte Antarcella és Arcella néven, a két nemzetségről azonban kiderült, hogy egymásba átalakuló formák csoportjai, vagyis életszakaszcsoportok. Később azonban a héjmorfológiát használta rendszertanában a magszám figyelembe vétele nélkül, így például az Arcella amphorát az Arcella apicata szinonimájaként írta le, és 4 formatagozatot hozott létre Vulgares, Carinatae, Aplanatae és Altae néven. Ezek közül az első és a harmadik fordul elő a nyugati palearktikus vizekben, a negyedik csak a nyugati palearktikus területen kívül található meg.
Egykor a héjas amőbákkal együtt a Thecamoebia parafiletikus csoportba sorolták.
2016-ban Kosakyan et al. a Sphaerothecina csoportba sorolták, melyet Lahr et al. 2019-ben az akkor létrehozott Glutinoconcha kládba sorolt.
A Galeripora nemzetséget 2021-ben írták le González-Miguéns et al. morfológiai és mitokondriális genetikai úton, ugyanekkor igazolták, hogy Deflandre négy formacsoportja nem monofiletikus. 2023-ban Useros et al. 3 szárazföldi Galeripora-fajt fedeztek fel.

## Morfológia
Általában kitintartalmú esernyő, kör vagy félgömb alakú héja van egy központi nyílással, melyből a mozgáshoz használt állábak kinyúlnak. A héj változó méretű és alakú hatszögletű egységekből áll, orális-aborális oldalán szemcséi lehetnek, és a nyílás körüli pórusok mérete és száma is taxonómiai értékű lehet, továbbá a héj és nyílása mérete is állandó a populációkon belül, lehetővé téve több mitokondriális klád morfológiai megkülönböztetését. A kitintartalmú héjon belül szilícium-dioxid lehet, legalább egy faj nem rendelkezik vele. A Galeripora-fajokban a nyílást pórusgyűrű, a héjat szerves réteg veszi körül. Héja átmérője maximum 300 μm, fiatal példányokban átlátszó vagy világossárga, az idő előrehaladtával a folyamatos vas- és mangánvegyület-lerakódás hatására barnul. Bár a héj összesített morfológiája nem használható mély filogenetikára, a populációkon belül állandó, tehát taxonómiai megkülönböztetésre használható.
Az Arcella 1–200 magvú fajokból áll: az Arcella hemisphaerica 1, az Arcella megastoma akár 200 magvú, de a legtöbb faj kétmagvú. Számos kontraktilis vakuóluma van, és szén-dioxidból vakuólumokat hozhat létre a vízfelszínre kerüléshez, lehetővé téve a planktonban való mozgást – egy 2000-es kutatás szerint az Arcellinidae 26 Brazíliában azonosított taxonjából 21 megtalálható volt plankton- és vízinövény-mintákban.
Morfológiailag sokszínű – például az Arcella dentata fogazott héjú, az Arcella intermedia héján nagy lyuk található –, de molekuláris biológiailag kevéssé tanulmányozott.
Egyes fajok, például az Arcella vulgaris képes héj nélkül túlélni és új héjat készíteni.

## Életciklus
Életciklusa összetett, az egymagvú sejt időleges életszakasz kétmagvú állapottá való visszaalakulásuk előtt. Mignot és Raǐkov 1992-ben az Arcella vulgaris életciklusában meiózist találtak, ahol két mag az első meiotikus osztódás után lebomlott, és a kariogámia később, de a cisztából a haploid testvérmagok egyesülésével való kilépés előtt történt, ami egymagvú diploid állapotra utal. Így az egy- és többmagvú állapot az egyed életciklusa folyamán váltakoznak, így érvénytelenítették González-Miguéns et al. az Euarcella és Antarcella csoportokat.

## Táplálkozás
Kovamoszatokat, egysejtű zöldmoszatokat vagy egyszerű heterotróf eukariótákat, például csillósokat eszik.

## Élőhely
Legtöbb fajuk édesvízi tavakban, eutróf vizekben, lápokban, mohákon, nedves leveleken és árterekben él, néhány faj parthoz közeli szikes mocsarakon, anchialin társulásokban és brakkvízben is él. 2023-ban Useros et al. atalasszohalin vízben élő Arcellidae-fajokat találtak. Mohalakó fajai elsősorban tőzegmohákon élnek.
Gyakran ökológiai specialista szűk környezetváltozás-tűréssel, így környezete egészsége bioindikátora, de az Arcella excavata szennyezett vizekben is él, így Snegovaya feltételezésével ellentétben nem hasznos bioindikátor. Utolsó közös őse feltehetően vízben élt. Csak a Galeripora egyes levezetett fajai – például a Galeripora arenaria és testvérfajai – kizárólag szárazföldiek.
Legtöbb faja kozmopolita, de vannak Dél-Amerikában endemikus fajai is. Euri- és sztenohalin fajai is vannak. Sótűrő fajok élnek hipohalin part menti lagúnákban és lápokban is.
Az Amazonas, az Araguaia, a Pantanal és a Paraná ártereiben jelentős planktonikus fajai vannak.
Legalább 3 édes- és sós víz közti átmenet történhetett, de csak 1 vízi-szárazföldi átmenet ismert.

## Genetika
Az Arcella uspiensis és az Arcella salobris citokróm c-oxidáz, I. alegységének (COI) egy része 96,2%-ban hasonló, ez nagyobb távolság a legtöbb fajon belüli távolságnál az Arcella guadarramensis kivételével, mely szintén fajkomplexum része lehet.

## Taxonómia
Az Arcella nemzetség parafiletikus lehet, mivel Useros et al. 2023-as tanulmánya szerint az A. euryhalina a Galeripora testvérfaja annak szünapomorfiái, vagyis a héjnyílás körüli pórusok és a szájoldalt legalább részben fedő szerves mátrix nélkül, azonban nem teljesen igazolt e helyzete.
Jelentős álrejtett diverzitást mutat, vagyis sok faj hasonlóan néz ki, de morfometriailag vagy héjdíszminták alapján megkülönböztethető.

## Fosszíliák
Az alsó és felső permből és az alsó triászból ismertek fosszíliái.

## Fordítás
Ez a szócikk részben vagy egészben  az   Arcella című angol Wikipédia-szócikk ezen változatának fordításán alapul.  Az eredeti cikk szerkesztőit annak laptörténete sorolja fel. Ez a jelzés csupán a megfogalmazás eredetét és a szerzői jogokat jelzi, nem szolgál a cikkben szereplő információk forrásmegjelöléseként.